# 井上克己
井上 克己（いのうえ かつみ） は、日本の機械工学者。東北大学名誉教授。元日本機械学会機素潤滑設計部門長。

## 人物・経歴
1965年東北大学工学部入学。1977年東北大学大学院工学研究科修了、工学博士。東北大学工学部助教授、東北大学工学部教授、東北大学大学院工学研究科教授を経て、東北大学名誉教授。2005年日本機械学会機素潤滑設計部門部門長、日本設計工学会東北支部支部長。

## 受賞
- 1994年British Gear Association Technical Committee Prize[5]
- 1996年日本設計工学会論文賞[5]
- 2004年Organizing Committee of Fifth International Symposium Tools and Methods of Competitive Engineering TMCE2004 最優秀論文賞[5]
- 2004年日本機械学会機素潤滑設計部門功績賞[5][6]